# Casa de pe Str. Mihai Viteazul nr. 60 din Urziceni
Casa de pe Str. Mihai Viteazul nr. 60 din Urziceni este un monument istoric situat în municipiul Urziceni, județul Ialomița. Este situat în Str. Mihai Viteazul nr. 60. Clădirea a fost construită în anul 1885. Figurează pe noua listă a monumentelor istorice sub codul LMI: IL-II-m-B-20203.